# Номура, Тосиро
| Открытые астероиды: 13                                  | Открытые астероиды: 13 |
| ------------------------------------------------------- | ---------------------- |
| (4106) Нада [1]                                         | 6 марта 1989           |
| (4797) Ако [1]                                          | 30 сентября 1989       |
| (5401) Минамиода [1]                                    | 6 марта 1989           |
| (5685) Санэнобуфукуи [1]                                | 8 декабря 1990         |
| (5737) Itoh [1]                                         | 30 сентября 1989       |
| (5872) Сугано [1]                                       | 30 сентября 1989       |
| (5881) Акаси [2]                                        | 27 сентября 1992       |
| (6155) Ёкосугано [1]                                    | 11 ноября 1990         |
| (6557) Ёкономура [1]                                    | 11 ноября 1990         |
| (7178) Икуоокамото [1]                                  | 11 ноября 1990         |
| (8892) Какогава [2]                                     | 11 сентября 1994       |
| (9580) Таруми [1]                                       | 8 октября 1989         |
| (10318) Сумаира [1]                                     | 15 октября 1990        |
| 1. совместно с Коё Каваниси 2. совместно с Мацуо Сугано |                        |

Тосиро Номура (яп. 野村 敏郎 Номура Тосиро, 1954) — японский астроном и первооткрыватель астероидов. Большую часть жизни работал учителем в средней школе «Nada High School» в городе Кобе в префектуре Хиого. Совместно с другими японскими астрономами, открыл в общей сложности 13 астероидов. C 1992 года вместе с коллегами Коё Каваниси и Мацуо Сугано несколько раз посещал место падения Тунгусского метеорита. Известный популяризатор астрономии в Японии.
В апреле 2024 года в префектуре Хёго был открыт памятный знак на месте, где располагалась частная обсерватория, которой руководил астроном-любитель Мацуо Канно. На церемонию открытия был приглашён Тосиро Номура. На памятном камне написано стихотворение, которое сочинили бывшие ученики начальной школы Минамиода: «Минамиода сверкает далеко над звездным небом»
В знак признания его заслуг одному из астероидов было присвоено его имя (6559) Номура.